# Vilija Matačiūnaitė
Vilija Matačiūnaitė, eller blot Vilija (født 24. juni 1986), er en litauisk sangerinde. Den 1. marts 2014 vandt hun Eurovizijos dainų konkurso nacionalinė atranka, den litauiske forhåndsudvælgelse til Eurovision Song Contest, hvor hun som den ene ud af tre sangere fremførte nummeret "Attention". Hun repræsenterede efterfølgende Litauen med nummeret ved Eurovision Song Contest 2014 i København, hvor det dog ikke gik videre fra den anden semifinale den 8. maj.